# Hipopótamo-anão-do-chipre
O Hipopótamo-anão-do-chipre (Hippopotamus minor) é uma espécie extinta de hipopótamo que teve como habitat a ilha de Chipre até ao  Holoceno.
O hipopótamo-anão-do-chipre pesava cerca de 200 kg, aproximadamente o mesmo peso do ainda existente hipopótamo-pigmeu. Contudo, de forma diferente deste, o hipopótamo-anão tornou-se menor devido ao processo de nanismo insular, o mesmo que terá originado o nanismo em alguns elefantes-pigmeus, no mamute-pigmeu,  e no Homo floresiensis. Estima-se que mediria em média 76 cm de altura e  121 cm de comprimento.
Hippopotamus minor é a menor das espécies de hipopótamos insulares conhecidas. O seu extremamente baixo porte leva a crer que a colonização terá ocorrido no Pleistoceno Médio ou mesmo no Pleistoceno Inferior, embora não haja dados muito fiáveis. Por altura da sua extinção, há 11000 a 9 000 anos atrás, o hipopótamo-anão-do-chipre era, porém, o animal de maior porte da ilha de Chipre, herbívoro e sem predadores naturais.
Sítios arqueológicos no Chipre, e em particular em Aetokremnos evidenciam que o hipopótamo-anão-do-chipre pode ter convivido com os primeiros seres humanos a colonizar a ilha, e que os terão levado à extinção.
Um espécie semelhante, de hipopótamo, o Hipopótamo-pigmeu-de-creta (Hippopotamus creutzburgi) viveu na ilha de Creta, mas extinguiu-se durante o Pleistoceno.

## Nome alternativo
Muitos cientistas mantêm o nome Phanourios minor para esta espécie. Este nome genérico foi dado por Paul Sondaar e Bert Boekschoten em 1972, com base nos restos encontrados em Agios Georgios, Chipre, no sítio onde foi edificada uma capela dedicada a São Fanório, sobre um estrato rochoso fossilífero (brecha ossífera). Durante séculos, como já era mencionado por Bordone no século XVI, os aldeãos acorriam aí para recolher alguns desses ossos, considerados como relíquias sagradas, já que acreditavam que eram os restos petrificados do santo já referido, venerado pelos Gregos Ortodoxos e que, de acordo com a mitologia local, teria fugido da Síria para escapar aos seus perseguidores, acabando por naufragar na rochosa costa de Chipre. Os ossos recolhidos eram moídos, de modo a produzir um pó com supostas virtudes medicinais. De modo a honrar a memória destas tradições e o local, Sondaar e Boekschoten nomearam o novo género de Phanourios, de acordo com a forma de escrever grega. Deram também o nome específico da espécie minutus, mudado posteriormente para minor, de acordo com as regras de prioridade na escolha do nome científico.